# Zečja soca
Zečja soca (soca zečja, šumski cecelj, obični cecelj, lat. Oxalis acetosella) je biljka iz roda Oxalis, udomaćena u Europi i dijelovima Azije.
Ima srcolike listove, koji su po tri spojeni vrhom na crvenkasto smeđi stručak. Cvate u proljeće sitnim bijelim cvjetovima. Mlada je biljka jestiva, no zbog količine oksalata treba je konzumirati u manjoj količini.

## Sinonimi
- Acetosella alba (Lam.) Kuntze; Revis. Gen. Pl. 90 (1891)
- Oxalis acetosella subsp. leucolepis (Diels) C.C.Huang & L.R.Xu; Fl. Reipubl. Popul. Sin. 43(1): 9 (1998)
- Oxalis acetosella var. caerulea Pers.; 515 (1805)
- Oxalis acetosella var. parviflora (Lej.) DC.; 700 (1824)
- Oxalis acetosella var. picta Kabath; 110 (1846)
- Oxalis acetosella var. purpurascens H.Mart.; 81 (1817)
- Oxalis acetosella var. rosea Peterm.; Fl. URSS 14: 80 (1949)
- Oxalis acetosella var. subpurpurascens DC.; 700 (1824)
- Oxalis alba (Lam.) Steud.; Nomencl. Bot. (Steud.) 578
- Oxalis fragrans Tod.; Nuov. Gen. Sp.: 34 (1860)
- Oxalis leucolepis Diels; Notes Roy. Bot. Gard. Edinburgh 5: 223 (1912)
- Oxalis nemoralis Salisb.; Prod. Stirp. Chap. Allerton 321 (1796)
- Oxalis parviflora Lej.; Fl. Spa 2: 307 (1813)
- Oxalis taquetii R.Knuth; Notizbl. Bot. Gart. Berlin-Dahlem 7: 308 (1919)
- Oxalis versicolor Tod.; Index Seminum (PAL, Panormitani) 1858: 24 (1858)
- Oxalis vulgaris Gray; Nat. Arr. Brit. Pl. 2: 630 (1821 publ. 1822)
- Oxys acetosella (L.) Moench; 48 (1794)
- Oxys acetosella (L.) Scop.; Fl. Carniol., ed. 2, 1: 326 (1771)
- Oxys alba Lam.; Fl. Franç. 3: 60 (1779)
- Oxys pliniana Bubani; Fl. Pyren. (Bubani) 3: 331 (1901)
- Oxys vulgaris Rupr.; Mém. Acad. Imp. Sci. Saint Pétersbourg, Sér. 7, 15(2): 264 (1869)

- Oxalis acetosella, cijela biljka
- Oxalis acetosella, cvijet
- Oxalis acetosella, listovi

## Vanjske poveznice
|  | Zajednički poslužitelj ima stranicu o temi Oxalis acetosella    |
|  | Zajednički poslužitelj ima još gradiva o temi Oxalis acetosella |
|  | Wikivrste imaju podatke o taksonu Oxalis acetosella             |